# Eurydice clymeneia
Eurydice clymeneia là một loài chân đều trong họ Cirolanidae. Loài này được Monod miêu tả khoa học năm 1926.